# Kawano Kota
Kawano Kota (sinh ngày 12 tháng 8 năm 2003) là một cầu thủ bóng đá người Nhật Bản.

## Sự nghiệp câu lạc bộ
Kawano Kota hiện đang chơi cho Renofa Yamaguchi FC.